# Черных, Анфиса Максимовна
Анфи́са Макси́мовна Черны́х (род. 30 апреля 1996, Москва, Россия) — российская актриса кино и телевидения, модель. Победительница реалити-шоу «Последний герой. Остаться людьми» (2019).

## Биография
Родилась 30 апреля 1996 года в Москве.
Училась в школе № 297. Занималась в музыкальной школе имени Скрябина по классу виолончели и фортепиано и занималась в школе при Щепкинском театральном училище. По окончании гимназии поступила в ГИТИС. Снималась в «Ералаше» (сюжет «Красота!»).
В кино дебютировала в 2009 году ролью Лены Рокатиной в социальной драме режиссёра Бориса Грачевского «Крыша».
Получила широкую известность после работы в фильме «Географ глобус пропил» по одноимённому роману Алексея Иванова. Исполнила роль Маши Большаковой, её партнёром по фильму был Константин Хабенский, исполнивший главную роль — учителя географии Виктора Служкина. За эту роль была удостоена нескольких кинонаград, а также получила номинацию «Открытие года» кинопремии «Ника».
Снялась в детективном телефильме «Цветы зла» Анны Легчиловой и в фильме «Кухня. Последняя битва».
Приняла участие в шоу «Последний герой. Актёры против экстрасенсов», которое выходило на телеканале «ТВ-3» в 2019 году, и стала его победительницей, выиграв 2 миллиона рублей.

## Фильмография
- 2009 — Крыша — Лена Рокатина
- 2013 — Географ глобус пропил — Маша Большакова
- 2013 — Цветы зла — Лена, единственная взрослая дочь Ирины Николаевны Елисеевой
- 2014 — Майя — Кристина Черных
- 2016 — Дилетант — Даша, лейтенант полиции
- 2017 — Всё ещё будет — Марина Гусарова
- 2017 — Кухня. Последняя битва — Анна Сирина, повар кулинарной сборной Франции, возлюбленная хакера Ивана Викторовича Набокова
- 2017 — Ёлки новые — Катя, медсестра (озвучила Юлия Хлынина)
- 2018 — В кейптаунском порту — Анжелика
- 2018 — Доктор Преображенский — Вера
- 2019 — Праздник — Лиза Воскресенская
- 2020 — Большие надежды — Зина Тарасенко
- 2020 — Просто представь, что мы знаем — Белла Мамбетова
- 2020 — Очень женские истории
- 2020 — Руммейт — Наиля
- 2021 — ИП Пирогова 4 — Зоя
- 2022 — Дурдом — Анфиса
- 2023 — Хитровка. Знак четырёх — Ксения Андреевна, воровка по прозвищу «Княжна»
- 2023 — Осьминог — Света
- 2024 — Между нами лето — Полина